# Poliarquia: Participação e Oposição
Poliarquia: Participação e Oposição (em inglês:  Polyarchy: Participation and Opposition) é um livro escrito pelo cientista político Robert Alan Dahl em 1972, traduzido para o português em 1997. A obra trouxe grandes repercussões nesta área do conhecimento, e o termo poliarquia aqui cunhado teve ampla aceitação entre os cientistas políticos da atualidade.
Tendo por base as definições ideais de democracia existentes na história do pensamento político, Dahl prefere o termo poliarquia para designar melhor o estágio mais avançado em que, na sua opinião, este ideal se concretizou.
Para tal conclusão o autor adota duas categorias de análise, quais sejam: a da inclusão (participação) e a da competição. Estas categorias definiriam o quão democráticas as sociedades analisadas seriam de fato. A participação diz respeito à extensão da participação política da população de um Estado-nação. A competição se refere à existência de disputas pelo poder no interior desta sociedade ou se é assegurado hegemonicamente por um único grupo.
Trabalhando com tais variáveis, Dahl, nos limites de seu livro, caracteriza quatro formas de governo:
- Hegemonias fechadas: regimes em que o poder não seja disputado e a participação política limitada;
- Hegemonias inclusivas: regimes sem disputas de poder, mas com ampliação da participação política;
- Oligarquias competitivas: regimes com disputas de poder e participação política limitada;
- Poliarquias: regimes com disputas de poder e ampliação da participação política;

## CAPÍTULO I – Democratização e oposição Pública
Robert A. Dahl quer, ao desenvolver o livro Poliarquia, responder à questão da transformação de um regime fechado em um poliárquico, ou melhor, saber quais as condições que favorecem ou impedem tal transformação.
Primeiramente, será necessário, portanto, conceituar os termos que serão utilizados no trabalho para melhor desenvolvê-lo, a começar pelos já utilizados: regime fechado para Dahl é o oposto de uma poliarquia que seria constituída por um alto grau de competição pelo poder político e uma grande parcela da população participando das decisões tomadas por este poder político. No mais, os conceitos serão clareados na medida em que as idéias se desenvolverem 
De início temos que democratização e desenvolvimento da oposição pública não são, para Dahl, idênticos. Para explicitar tal opinião o autor fará uma exposição dos pressupostos que assume:
1. A democracia pressupõe um governo responsivo em relação a seus cidadãos, estes politicamente iguais. Importante neste item destacar que a democracia constitui-se num sistema hipotético – ideal - que será tido como critério de avaliação de regimes com relação à aproximação ou não a este “limite teórico” que é a democracia para Dahl.
2. Os cidadãos são detentores de oportunidades plenas de:
  1. formular preferências;
  2. expressar individualmente ou coletivamente a outros e aos governos estas suas preferências;
  3. ter suas preferências igualmente consideradas na conduta do governo, ou seja, consideradas sem discriminação decorrente do conteúdo ou da fonte da preferência;

Para essas três oportunidades existirem para um grande número de pessoas, as instituições da sociedade devem fornecer pelo menos oito garantias:
1. Liberdade de formar e aderir a organizações
2. Liberdade de expressão
3. Direito de voto
4. Elegibilidade para cargos públicos
5. Direito de líderes políticos disputarem apoio e, consequentemente, votos
6. Garantia de acesso a fontes alternativas de informação
7. Eleições livres e idôneas
8. Instituições para fazer com que as políticas governamentais dependam de eleições e de outras manifestações de preferência.

A conexão entre garantias e oportunidades são evidentes segundo Dahl.
Numa escala construída com base nestas 8 garantias para a efetivação das oportunidades, como citado acima, será possível uma análise comparada entre regimes dividida em duas dimensões. Por um lado são garantias para que se conteste as condutas de um governo segundo a amplitude da oposição pública e da competição política. Por outro, tais condutas podem ser efetivas para parcelas maiores ou menores de uma população, constituindo esta a dimensão da inclusividade.
Considerando estas duas dimensões, a da competição política e da inclusividade nela permitida, Dahl coloca o direito ao voto como pertencente a ambas. Tendo direito ao voto somente alguns dos cidadãos, isto poderá levar a uma maior contestação política; o aumento, no entanto, do número de cidadãos portadores de tal direito significa um regime mais inclusivo. Ainda assim, vê a variação destas duas dimensões como relativamente independentes entre si no curso da história, mostrando exemplos em que uma dimensão tenha se desenvolvido anteriormente a outra.
Sob seu ponto de vista, no entanto, é mais democrático um regime que seja menos inclusivo e mais tolerante à contestação do que a contestação sendo restrita ou inexistente ainda que a inclusão seja praticamente plena. O exemplo que tem em mente muito provavelmente é o da União Soviética que detinha um regime hegemônico, fechado à contestação e, mesmo assim, com grande parcela da população participando da condução desta política. O que ocorre, no entender de Dahl, é que a participação apenas legitima a administração de políticas que já foram deliberadas, não há espaço para que se conteste de fato os abusos por parte do regime nem que se lhes dê outro rumo. Além do mais, com um alto poder de manipulação, na medida em que se restringem, por exemplo, fontes alternativas de informação, uma população poderá muito bem não estar fazendo pleno uso de suas faculdades decisórias e sim apenas outorgando aquilo que lhes é imposto.
O autor, então, atenta para o fato de sua análise ser limitada na medida em que sua escala seja classificatória e não relacional podendo por isso desconsiderar algumas nuances. Assim faz a escolha por uma terminologia mais adequada à realidade que seja a da poliarquia em detrimento da democracia já que esta jamais teria se concretizado plenamente. Seus limites práticos estariam expressos no esquema classificatório entre hegemonias fechadas (regimes que careçam quase ou totalmente de oposição pública e, portanto, de competição pelo poder político), inclusivas ou não (tendo alta ou baixa taxa de inclusão da população na política desses regimes), oligarquias competitivas (regimes em que a participação seja restrita a uma pequena parcela da população, mas que seja altamente tolerante à oposição pública e permita assim a competição política) e poliarquias (regimes que alcançaram graus substanciais de inclusão tanto quanto de competição políticas). Estas quatro classificações expressam as linhas gerais de regimes que Dahl quer discutir analisando suas transformações. Elas seriam casos extremos em que a região média entre eles conteira provavelmente a maior parte dos regimes existentes. Os termos devem então ser considerados como úteis, ainda que arbitrários.
Após este trabalho de conceituação e tipificação, a questão inicial adquire novos elementos e poderá ser formulada da seguinte maneira:
Que condições favorecem ou desfavorecem a democratização de um regime hegemônico?
O que aumentam as chances de contestação política neste regime? 
O que favorece a constituição de uma poliarquia, ou seja, de um regime competitivo e inclusivo?

Qualificações
É preciso considerar a democratização como um processo histórico. No caso do ocidente, como constata Dahl, o percurso recorrente foi de oligarquias competitivas para poliarquias, ou quase-poliarquias.
A análise do autor, é preciso ressaltar, foi tomada a partir do Estado-nação. As unidades sub-nacionais têm sim relevância na consideração do grau de democratização de um regime, mas pelos limites da obra só serão consideradas na medida em que sofrerem mudanças por conta da classificação da unidade nação.

Hipóteses
Dahl sugere nesta seção algumas hipóteses com que irá trabalhar no desenvolvimento de seu trabalho. São elas:
- O avanço da poliarquia  aumenta o número de indivíduos, grupos e interesses cujas preferências deverão ser levadas em conta nas decisões políticas. Isso abre precedentes para que haja conflito no poder e também que os grupos que o detêm sejam substituídos. Quanto maior o conflito maior será o esforço de cada parte em negar à outra a oportunidade de participação nas decisões políticas e, assim, maiores serão as dificuldades para a tolerância.
- Quanto maior o conflito maior a tendência dos governos restringirem a participação de seus opositores na política. A tolerância entre as partes será mais difícil na medida em que se tenha um maior conflito e com a oposição, precisando do controle do estado para suprimir os governantes.

O autor parte assim para a formulação de axiomas a partir destas suas hipóteses.
Axioma I:
A diminuição dos custos da tolerância propicia uma maior chance de sua efetivação para com a oposição por parte do governo. Suprimir a oposição pode também ser muitos custoso, ou melhor, ter graves consequências para o governo e sua estabilidade. É preciso levar isso em consideração para contra balancear com os custos da tolerância.
Axioma II:
Um governo será tolerante com altos custos de supressão. Desta forma sistemas poliárquicos dependem de um novo axioma:
Axioma III:
Com custos da supressão maiores que os da tolerância maior a possibilidade de um regime competitivo.
Desta forma podemos sintetizar: Tolerância menos custosa significa maior segurança para o governo. Supressão mais custosa significa maior segurança para a oposição. É preciso, portanto, caminhar para um sistema de garantias mútuas e com alto grau de contestação e participação.
O capítulo coloca, então, duas questões tendo em vista todas as considerações até agora levantadas:
- Como garantir uma segurança mútua entre governo e oposição?
- Antes o autor quer saber: Qual a importância da poliarquia?

## CAPÍTULO II – Qual a importância da poliarquia?
Serão agora consideradas as diferenças entre regimes:
Pessoas que viveram ou não sob regimes ditatoriais tendem a divergir sobre as diferenças entre regimes. Por exemplo, a liberdade pode parecer ser permanente aos que não viveram sob ditaduras fazendo-os serem críticos em relação a regimes quase-poliárquicos. 
A verdade é que uma população pode ser privada da liberdade mostrando o quanto pequenas mudanças fazem diferença. Para demonstrar tal asserção Dahl apontará elementos constitutivos do processo de democratização:
- Existência de fato das liberdades liberais clássicas;
- Participação ampliada e mais competição política. Mudanças na liderança política - os setores antes excluídos passam a ocupar cargos públicos. Não necessariamente o legislativo passará a representar equitativamente as frações da sociedade, mas o aumento do sufrágio vincula mais o representante à base, o torna mais responsivo aos cidadãos que o elegeram;
- Dando continuidade ao elemento anterior, quando há mais competição e/ou inclusão, mais os políticos buscam apoio de grupos que têm, agora, mais facilidade na participação da vida pública provocando mudanças no próprio sistema partidário;
- Há contestação pública de um padrão de se fazer política quando há transição no sentido de regimes mais poliárquicos durante um período considerável, ou estável;
- Os partidos se modificam: eleitorados maiores necessitam de organizações partidárias modernas. As relações não podem mais se dar na informalidade. Os partidos agora devem chegar a âmbitos mais empíricos, cotidianos da sociedade (como bairros, núcleos, células, etc.). Os resultados da competição política mais acirrada e através de sufrágio amplo também acarretam numa participação eleitoral provavelmente mais alta em distritos eleitorais com partidos concorrentes;
- Oportunidade de expressar, organizar e representar preferências políticas fazendo com que mais interesses possam ser contemplados na representação política fazendo das instituições políticas locais de disputa e não perpetuação da ordem. As hegemonias, como apontado anteriormente, são o contrário disso, mesmo que inclusivas;

Apesar da importância da instância política que vem sendo destacada até agora, as implicações políticas de uma determinada orientação do regime tem menos efeito sobre a participação do que fatores sócio-econômicos de uma sociedade. Às pessoas que se encontram excluídas da política de um país, nem mesmo as poliarquias oferecem algum tratamento diferenciado. É preciso, no entanto, levar em consideração o nível de coerção física a grandes parcelas da sociedade. 
É possível, por outro lado, que em períodos prolongados diferenças de regime produzam mudanças nas crenças, cultura, atitudes de uma população. Não é o caso somente de ver na sua cultura uma predisposição a certos regimes. Estes também produzem consequências diversas. Daí a importância da política no desenvolvimento social.
Em fim, Dahl considera que o caminho para poliarquias não é inevitável, suas condições não são comuns e nem fáceis de se criar como pode-se concluir ao se ter em mente as variáveis citadas até agora. São antes frutos de um processo frequentemente frágil e dependente, segundo o autor, de sete condições principais, quais sejam: sequências históricas, grau de concentração na ordem sócio-econômica, nível de desenvolvimento sócio-econômico, desigualdade, clivagens sub-culturais, controle estrangeiro e crenças de ativistas políticos.

## CAPÍTULO X – A teoria: resumo e qualificações
Estas sete condições para a construção da poliarquia serão utilizadas pelo autor para construir uma escala de 1 a 10 significando condições menos e mais favoráveis à poliarquia respectivamente.
Não necessariamente hegemonias fechadas têm todas as suas condições homogeneamente distribuídas na escala como menos favoráveis à poliarquia. As variações podem ser grandes. Também os caminhos a se chegar a uma poliarquia não são lineares, e mesmo quando alcançada não há garantias de estabilidade.

## CAPÍTULO XI – Pós-escrito: algumas implicações para estratégias de mudança
A perspectiva aqui adotada é a de que as mudanças de regimes são graduais, parte de um processo instável tanto quanto incerto. Deve-se, portanto, levar em conta os fundamentos, as bases sobre as quais se sustentam as poliarquias, principalmente as recém criadas. Se constituídas por meio de revoluções, provavelmente serão em sociedades com tradições hegemônicas ou não-inclusivas em que não haja espaço para mudanças graduais. Neste caso, seus fundamentos serão por demais frágeis e facilmente suscetíveis de retrocesso com relação à perspectiva de se ter a democracia como norte, isto porque com tradição de hegemonias, as poliarquias podem parecer deveras lentas em suas tomadas de decisões ou até mesmo inoperantes, ainda mais quando são implantadas sem qualquer preparo no conflito e na tolerância entre posições políticas divergentes. 
De outra forma, as revoluções serão apenas momentos de um processo que já vinha ocorrendo. Num tal caso, obviamente, as poliarquias terão bases mais sólidas para se sustentar. De qualquer maneira nada garante no caso dessas transformações acentuadas, que terão êxito em seus objetivos mais diretos, não excluindo a percepção de que tenham consequências a longo prazo e estas imprevisíveis dum ponto de vista científico.

Implicações para a ajuda externa
No caso da ajuda externa no intuito de iniciar um processo de democratização em outro país é preciso conhecimento dos nexos causais que vão da ajuda externa às mudanças de fato do regime. 	Se o país detém todas as sete condições, citadas ao fim do capítulo II, em estado favorável à poliarquia mas estiver sob o regime de uma ditadura impopular, o que constitui uma raridade estatística, como coloca o autor, mudanças ou decisões drásticas serão imprescindíveis. A ajuda econômica, no entanto, é necessária geralmente em países que não tem tais condições satisfeitas.
Dahl irá, portanto, indicar três estratégias principais e analisá-las:
1. Invadir o país e afastar o governo pela força em favor de uma poliarquia e protegê-la depois.
2. Apoiar movimentos democráticos revolucionários no interior do país.
3. Apoiar o governo existente e pressioná-lo à mudança.

A primeira teve alguns êxitos no passado, mas muitos fracassos. Como exemplo, o autor lembra que o colonialismo desapareceu após a 2ª Guerra Mundial e o neocolonialismo igualmente se mostra incapaz de obter êxitos significativos. E mais, o caso da invasão norte-americana ao Vietnã foi um fracasso total.
A segunda também tem poucas chances de sucesso. As relações dentro de um país com seguimentos revolucionários são muito complexas e provavelmente fugirão à compreensão dos países que tentarem tal intervenção. Se o movimento revolucionário detém aceitação popular de pouco servirão recursos externos uma vez que o êxito de tal movimento estará amplamente amparado, se não detiver tal apoio raramente terá êxito mesmo que tome o poder. Isto somado ao fato de que movimentos revolucionários geralmente acabam substituindo regimes hegemônicos por outros de mesma natureza.
A terceira estratégia parece a Dahl como a menos provável de ter sucesso. Líderes de regimes hegemônicos dificilmente destruirão seus próprios regimes em favor de ajuda externa. Além do que, historicamente não parece haver caso nenhum de sucesso com base numa tal estratégia.
Em quais casos, portanto, a ajuda externa poderá ser necessária e desejável, pergunta-se Dahl? Distingue, então, para responder a esta questão, quatro bases argumentativas sobre as quais a ajuda poderá ser prestada:
1. Base humanitária: esta levaria em conta o argumento moral e altruístico de que ricos detêm interesses próprios e racionais para prestar ajuda aos pobres, e isto sendo válido no caso de países nas mesmas condições em questão. Num tal caso, diz Dahl, de pouco importam as preferências ideológicas do país que presta ajuda, logo, esta, mais facilmente, deveria ser concedida por organizações internacionais ou multilaterais em lugar de organizações puramente nacionais.
2. Base desenvolvimentista: podendo ser considerada como parte da primeira, o argumento levado em consideração neste caso seria o de que o desenvolvimento sócio-econômico de uma sociedade, a longo prazo, favoreceria à poliarquia. Esta, no entanto, como explicitado anteriormente, é uma das condições para o desenvolvimento da poliarquia e, como tal, é insuficiente por si só para tanto. Novamente, a ajuda a um ou outro país não poderia ser defensável de antemão com base neste argumento e, portanto, não poderia ter como fundamento uma ideologia, logo, sendo preferivelmente executada por órgãos internacionais.
3. Base moral: neste caso, os cidadãos de uma poliarquia bem sucedida materialmente deveriam prestar ajuda externa a países que a solicitassem se estivessem estes em franco processo de democratização, ou melhor, de liberalização e participação, como aponta Dahl. Este argumento parece ser o mais razoável entre os demais.
4. O último argumento não parece se assentar sobre qualquer lógica, a não ser a crença de que a ajuda por si só será a causadora de mudanças num regime hegemônico. Como já dito anteriormente, esta crença não tem sustentação empírica ao passo que historicamente tem sido falha em suas tentativas. Para Dahl, a perspectiva da ajuda externa deve ser a moralidade e a compaixão, ou então o interesse próprio racional e não uma crença insustentável lógica e empiricamente.

Implicações da ação política
Nesta seção Dahl irá apontar para o que entende como sendo contribuições de seu trabalho à ação política no interior de um país em que se deseja uma transformação do regime. A contribuição, diz, será própria a questões estratégicas e não táticas.
A primeira conclusão a que se chegará após as considerações feitas neste livro é a de que as possibilidades para uma transformação são limitadas. Muitas vezes restará pouco espaço para ação fazendo-a depender mormente de um desdobramento histórico mais favorável. O que para o autor se encontra ao alcance da escolha humana deliberada é o aumento de oportunidades para a contestação pública de que dispõem os opositores de um governo, não tanto quanto a possibilidade destes efetivarem seus objetivos. O alcance desta escolha humana, é claro, estará restrito aos limites impostos pela classificação na escala com base nas 8 garantias anteriormente citadas.
Outro ponto a ser considerado pela perspectiva da ação política são as garantias mútuas. Os custos da tolerância tanto dos governos para com seus opositores como o contrário devem ser reduzidos implicando isto em garantias mútuas contra a destruição, a coerção extrema e danos graves. A liberalização dos regimes, portanto, diz Dahl, requer que se busquem tais garantias. Estas são de extrema importância em nações que apresentem clivagens culturais, devendo estas serem respeitadas para que se possam estabelecer tais garantias e assim favorecer à poliarquia. A tolerância às clivagens poderia levar ao imobilismo político, como diz o autor. Porém, a longo prazo uma tal condição poderia criar um respeito mais amplo às instituições de participação e contestação públicas fortalecendo a ação dos governos a nível nacional.
Com respeito a esta última asserção é que se coloca o problema da autoridade executiva. A crença na democracia representativa e a consideração de que regimes parlamentares seriam os únicos detentores da legitimidade de ação por serem a representação dos interesses do povo deixando a autoridade executiva subordinada em demasia à assembléia legislativa não teve, até então, grandes êxitos. A incapacidade do poder executivo em enfrentar problemas pode levar ao apoio de governos hegemônicos que sejam mais eficazes e atuantes. Desta forma faz-se necessário uma ponderação entre a independência e a dependência (também para que não se criem situações opressivas) da autoridade executiva.
Quando tratando das garantias, a liberalização defendida pelo autor é agora ponderada pelo mesmo na medida em que poderia causar, em determinados graus, a emergência excessiva de clivagens tornando-as insolúveis e, assim, aumentando os custos da tolerância. Deve-se, no caso,  levar em consideração a homogeneidade de uma nação para a formulação de seu sistema partidário mais ou menos fragmentado, respondendo assim às suas necessidades. Mas é preciso ter em conta que mesmo no caso da fragmentação o intuito deverá ser a integração nacional para que não se criem conflitos insolúveis e, portanto, um alto custo da tolerância.
E finalmente o autor se coloca a frente do problema dos governos locais, ou das unidades sub-nacionais. Sua existência na condição de serem representativos favorece, com certeza, ao desenvolvimento da tolerância e da capacidade de resolver conflitos. Como vê, é mais prudente liberalizar, numa situação de  democratização de um regime hegemônico, unidades sub-nacionais na medida em que levaria a oposição a enfrentar problemas concretos e não tanto abstrato-ideológicos. Assim também haveria menos ameaça à liderança política que ainda enfrenta uma situação hegemônica, de oposição restrita e em que, provavelmente, se terão fortes sentimentos contrários ao regime se a liberalização for abrupta e inconsequente.